# Seznam osobností vyznamenaných 28. října 2023

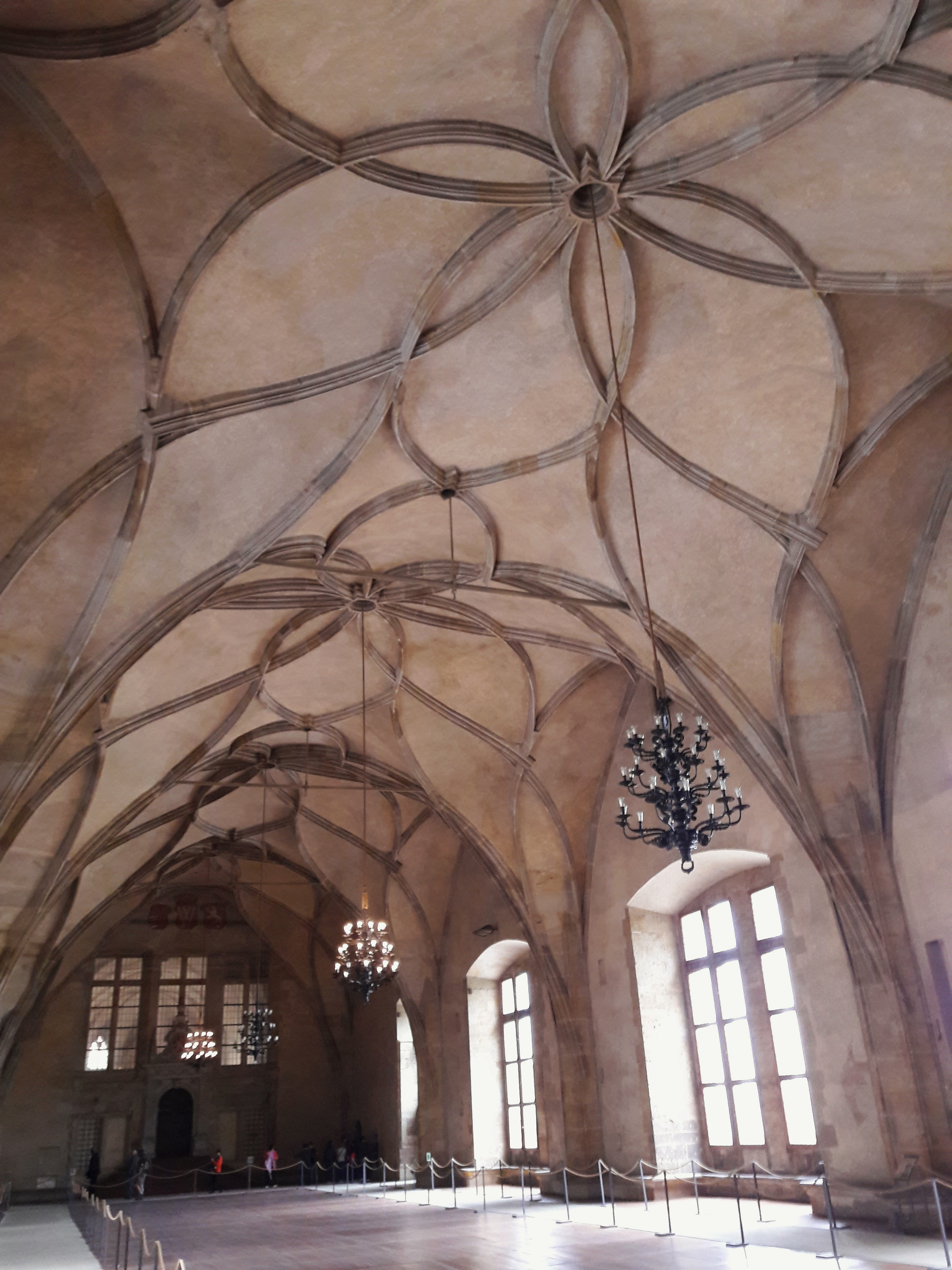
Vladislavský sál Pražského hradu, tradiční místo udílení státních vyznamenání

Toto je seznam osobností, které vyznamenal prezident České republiky Petr Pavel státními vyznamenáními při státním svátku 28. října 2023. Slavnostním udílením vyznamenání ve Vladislavském sále Pražského hradu obvykle vrcholí oslavy Dne vzniku samostatného československého státu.

## Návrhy
Návrh na udělení státního vyznamenání může prezidentovi podat občan, skupina občanů či organizace. Ze zákona své návrhy předkládá také Poslanecká sněmovna, Senát a vláda. Prezident však k návrhům nemusí přihlížet a může vyznamenat také bez návrhu; udělení státních vyznamenání však podléhá kontrasignaci předsedou vlády. Podle vlastního vyjádření měl premiér Petr Fiala v předchozím roce o některých prezidentem Zemanem zvolených osobnostech pochybnosti, tentokrát se však taková situace neopakovala.

### Senát
Podvýbor pro státní vyznamenání Senátu přijímal do 30. dubna 2023 nominace od veřejnosti nebo senátorů a senátorek. Před koncem dubna odtajnil některé z nominací. Dne 11. července schválil Podvýbor Organizačního výboru Senátu pro státní vyznamenání celkem 88 nominací a 2. srpna tento seznam schválilo senátní plénum. V těchto návrzích figurovali např. zpěvačka Marta Kubišová, hokejista Dominik Hašek, architektka Eva Jiřičná, bývalí předsedové Senátu Petr Pithart a Jaroslav Kubera, prezidentský kancléř a ministr zahraničí Karel Schwarzenberg, dále odbojáři bratři Mašínové, kněz Tomáš Halík nebo psychiatr Cyril Höschl, zesnulý amerikanista Josef Jařab, astronom Jiří Grygar, kybernetik Jan Gruntorád, kriminalista Karel Tichý, skladatel Karel Svoboda, dramatik Ladislav Smoček, herci Ivan Trojan, Petr Kostka či Jaroslav Satoranský, novinář Jefim Fištejn, spisovatel Jan Zábrana nebo kytarista Štěpán Rak.

### Poslanecká sněmovna
Některé z návrhů na vyznamenání zveřejnili poslanci a poslankyně již počátkem dubna 2023. O seznamu sněmovních návrhů prezidentovi Petru Pavlovi rozhodovali 2. června 2023. Ze seznamu vyřadili desítku jmen, přesto byl výsledný počet 141 jmen více než čtyřnásobný oproti předchozímu roku. Vypadli např. končící předseda Ústavního soudu Pavel Rychetský, část protikomunistické odbojové skupiny bratří Mašínů, zakladatel humanitární organizace Člověk v tísni Šimon Pánek, youtuber Kovy či režisérka Olga Sommerová. Mezi schválenými návrhy naopak figurovali mimo jiné někdejší československý premiér Karel Kramář i ministr financí Alois Rašín, disidenti a politici Petr Pithart, Milan Uhde, Daniel Kroupa a Jan Sokol, ekonom Jan Švejnar, bývalá ústavní soudkyně Eliška Wagnerová, astrofyzik Jiří Grygar, hudebníci Vladimír Mišík, Michal Prokop a Jiří Pavlica, spisovatel Jaroslav Rudiš, fotbalista František Cipro či romská trojice Čeněk Růžička, Elena Gorolová a Ida Kelarová, také dříve diskutovaný Jiří Brady.

### Prezident
Když Senát i přes jednotlivé kritické hlasy schválil v návrzích na vyznamenání bratry Mašíny, přičemž téma jejich někdejší odbojové činnosti oživil také film Bratři uvedený do kinodistribuce, prezident Petr Pavel se vyjádřil, že tento návrh považuje za problematický. Obdobně se vyjadřoval už před volbou, v níž byl prezidentem zvolen. Poté vznikla petice několika desítek osobností, které prezidenta vyzvaly k vyznamenání Mašínů.
Podle odboru komunikace Kanceláře prezidenta republiky obdržel prezident blíže neupřesněné stovky návrhů na vyznamenání. Den před samotným svátkem kancelář sdělila, že nominací bylo celkem více než 400 a že bylo finálně vybráno asi 60 oceněných.

## Ceremoniál
Slavnostní ceremoniál předání státních vyznamenání se konal ve Vladislavském sále Hradu, s následnou recepcí. Předem byla ohlášena očekávaná účast 700 lidí a nadto dalších 2 000 lidí na recepci ve Španelském sále. Pavlův předchůdce v prezidentském úřadu Miloš Zeman svoji účast na ceremoniálu předem vyloučil s tím, že se týž den zúčastní jiných akcí, zatímco Václav Klaus pozvání přijal. Oproti předchozím letům, kdy Zemanova kancelář na ceremoniál nezvala některé osobnosti, s nimiž byl prezident ve sporu nebo které jej kritizovaly, tentokrát byli pozváni všichni rektoři vysokých škol či předsedkyně Poslanecké sněmovny Markéta Pekarová Adamová.

## Seznam vyznamenaných

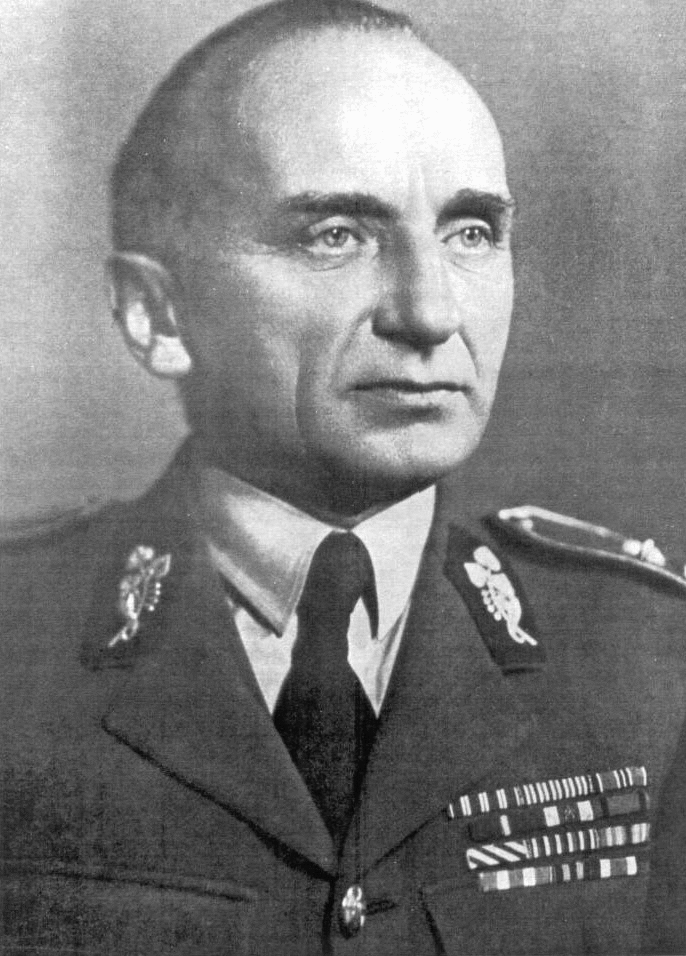
Karel Mareš (foto z roku 1946)

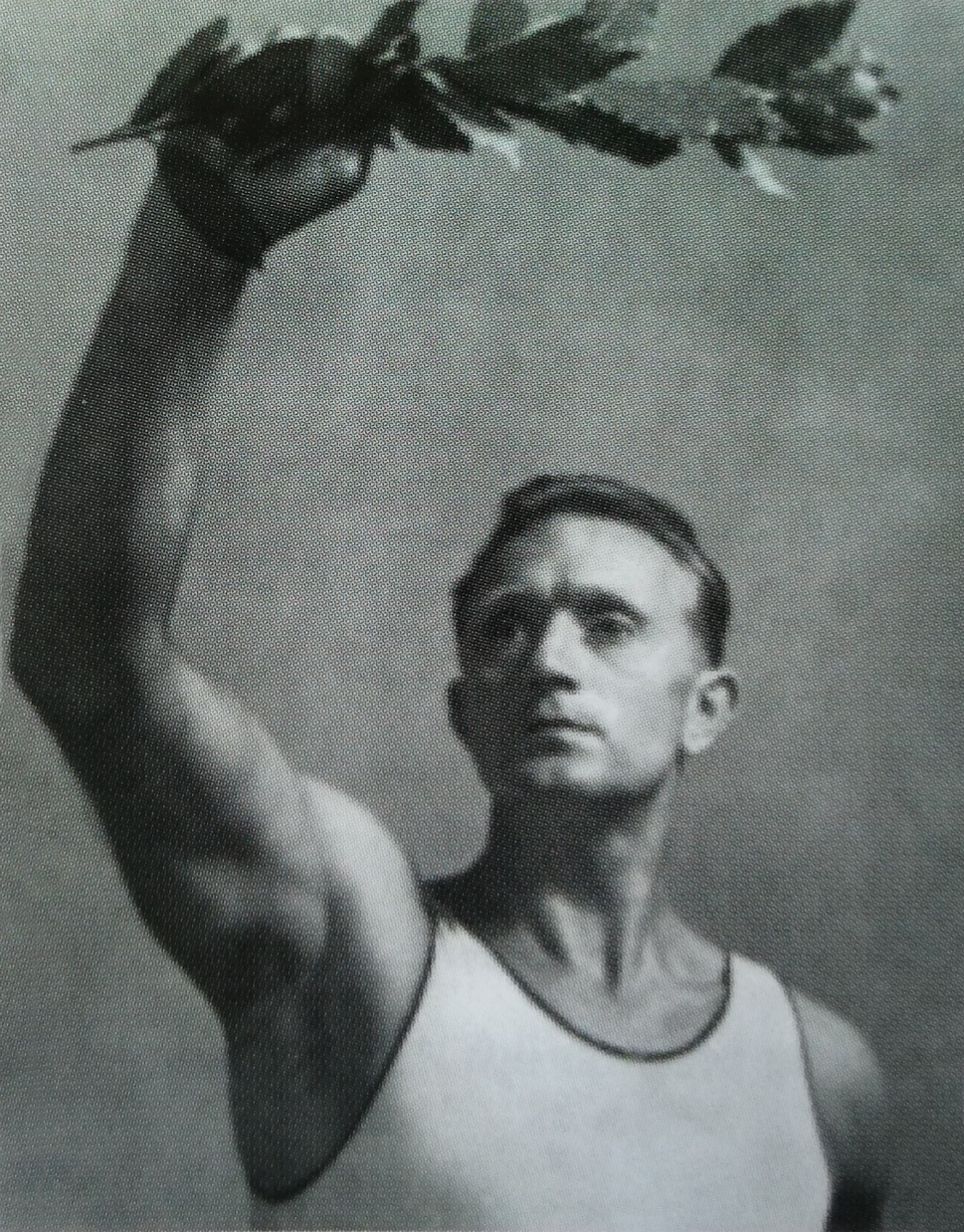
František Pecháček (foto z 20. let 20. století)

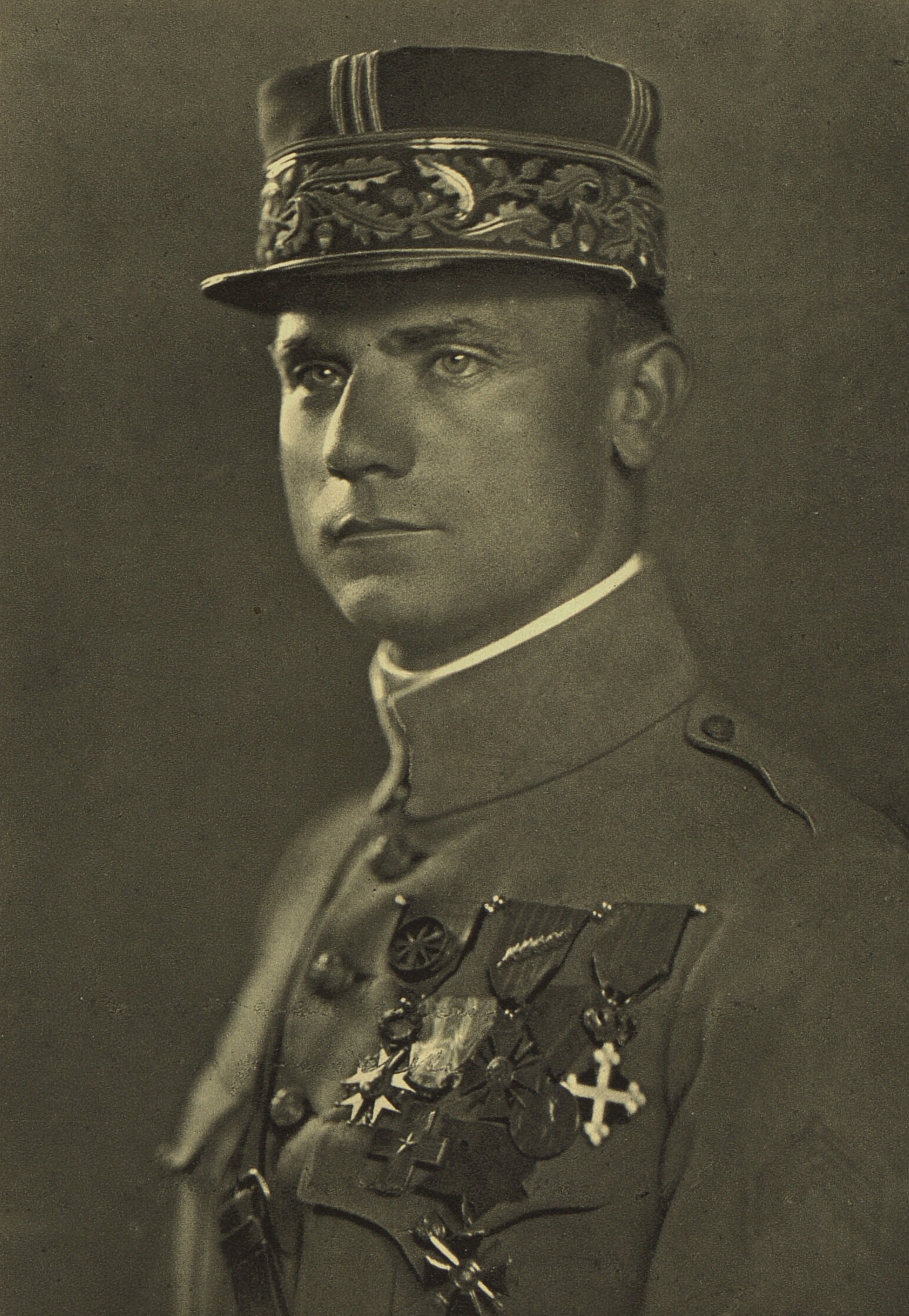
Milan Rastislav Štefánik

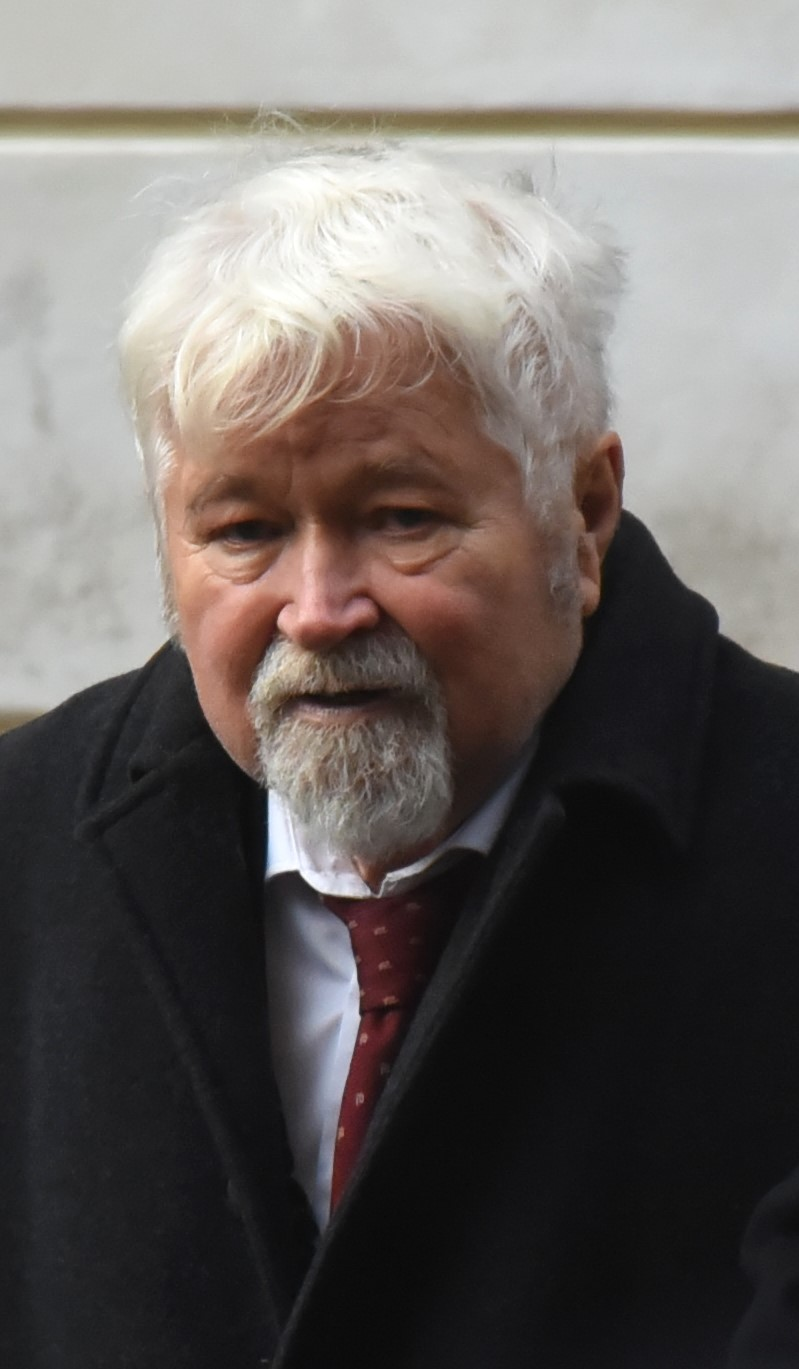
Petr Pithart

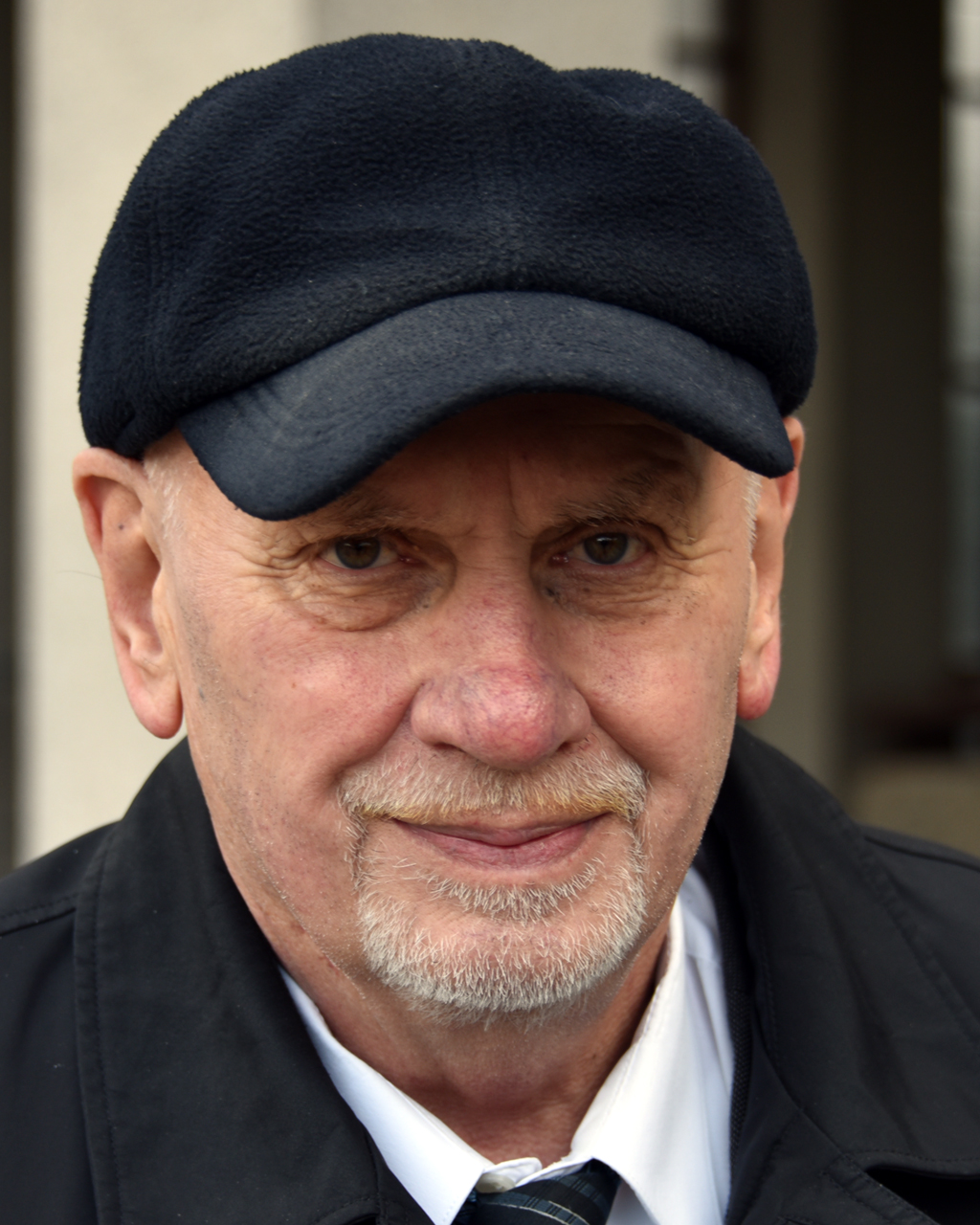
Pavel Rychetský

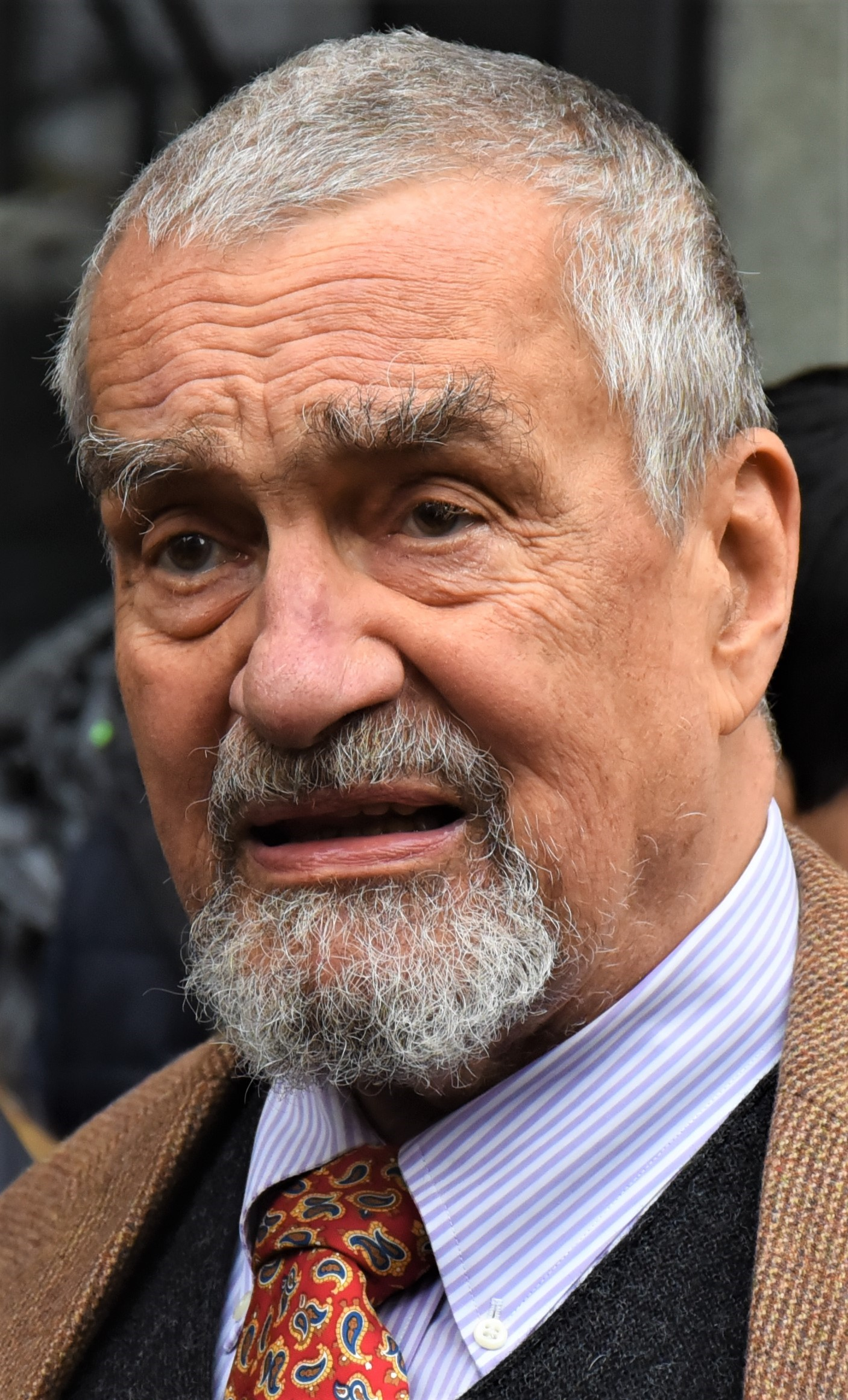
Karel Schwarzenberg

Prezident ocenil celkem 62 osobností, z nich 10 in memoriam.

### Řád Bílého lva vojenské skupiny I. třídy
- brigádní generál Karel Mareš, in memoriam, vojenský pilot, první velitel 311. československé bombardovací perutě RAF
- František Pecháček, in memoriam, sokolský cvičitel, autor odborných publikací o tělesné výchově a člen odbojového hnutí Obec sokolská v odboji
- Generál Milan Rastislav Štefánik, in memoriam, slovenský politik, voják, letec, generál francouzské armády, astronom a meteorolog

### Řád Bílého lva občanské skupiny I. třídy
- Petr Pithart, politik, spisovatel a právník
- Pavel Rychetský, politik, právník a bývalý předseda Ústavního soudu České republiky
- Karel Schwarzenberg, politik, čestný předseda TOP 09, bývalý poslanec a senátor, exministr zahraničí

### Řád Tomáše G. Masaryka I. třídy
- Tomáš Halík, katolický kněz, teolog, religionista, sociolog, psycholog, a filozof
- Marta Kubišová, zpěvačka, herečka a signatářka Charty 77
- Jan Sokol, in memoriam, filozof, disident, překladatel filosofických textů, vysokoškolský pedagog, publicista a politik
- Jarmila Stibicová, lidskoprávní a politická aktivistka, signatářka Charty 77
- Zdena Mašínová mladší, sestra bratří Mašínů
- Milan Uhde, spisovatel, dramatik, scenárista a politik

### Řád Tomáše G. Masaryka II. třídy
- Ilja Hradecký, zakladatel a ředitel charitativní organizace Naděje
- Hana Librová, socioložka, bioložka, environmentalistka
- Jan Šolc, občanský aktivista a politik, bývalý vysokoškolský učitel

### Medaile Za hrdinství
- Josef Bernat – in memoriam
- Oldřich Doležal – in memoriam
- Jiří Pavel Kafka
- Stanislav Zimprich – in memoriam
- Pavel Farka, hasič
- Petr Jiroutka, za záchranu dítěte
- Martin Salay, policista
- Jiří Štěpánek, policista

### Medaile Za zásluhy 1. stupně
- Jiří Bartoška – v oblasti kultury a umění
- Vladimír Beneš – v oblasti vědy
- Miloň Čepelka – v oblasti kultury a umění
- Hana Dvořáková – v oblasti vědy
- Josef Fanta – v oblasti vědy
- Eva Graham (Romanová) – v oblasti sportu
- Jiří Grygar – v oblasti vědy
- Jiří Chvála – v oblasti výchovy a školství
- Radek Jaroš – v oblasti sportu
- Josef Jařab – in memoriam v oblasti bezpečnosti státu a občanů
- Jaroslav Jíra – v oblasti bezpečnosti státu a občanů
- Božena Jirků – v oblasti kultury
- Eva Kantůrková – v oblasti kultury a umění
- Ida Kelarová – v oblasti kultury, výchovy a školství
- Ivan Klánský – v oblasti umění
- Miroslav Kopřiva – v oblasti hospodářské, podnikatel, spolutvůrce vodní elektrárny Dlouhé stráně, zakladatel společnosti Energotis,[24][25] bývalý starosta Velkých Losin[26][27][28][29]
- Petr Kostka – v oblasti umění
- Magdalena Kožená – v oblasti umění
- David Lukáš – v oblasti vědy
- Miroslav Masák – v oblasti kultury
- Květoslav Mašita – v oblasti sportu
- František Mertl – v oblasti umění
- Vladimír Mišík – v oblasti umění
- Bedřich Moldan – v oblasti výchovy a školství
- Josef Neček – v oblasti sportu
- Jaroslav Němeček – v oblasti kultury a umění
- Miloslav Nevrlý – v oblasti kultury
- Eva Opravilová – v oblasti výchovy a školství
- Květa Pacovská – in memoriam v oblasti umění
- Josef Pešek – in memoriam v oblasti obrany
- Martin Povejšil – in memoriam v oblasti bezpečnosti státu a občanů
- Viktor Preiss – v oblasti umění
- Petr Sís – v oblasti kultury a umění
- Olga Sommerová – v oblasti kultury
- Vladimír Staněk – v oblasti vědy
- Marek Svoboda – v oblasti vědy
- Dina Štěrbová – v oblasti sportu
- Helena Tlaskalová-Hogenová – v oblasti vědy
- Věra Vávrová – v oblasti vědy